# Municipio de Mapimí
El municipio de Mapimí es un municipio situado en el estado mexicano de Durango. Según el censo de 2020, tiene una población de 26 932 habitantes.
Es el primer Pueblo Mágico de Durango y hoy en día se ha convertido en un lugar turístico por su historia de más de 400 años. Pertenece al “Camino Real de Tierra Adentro”, en la lista de la UNESCO desde el 2010.
Esta localidad fundada en 1598 y anclada en el semidesierto, destaca por su historia minera. La mina Ojuela fue la primera en ser descubierta y explotada, y en 2010 recibió la designación de Patrimonio de la Humanidad por la UNESCO junto con el centro histórico de Mapimí.

## Geografía
El municipio de Mapimí se localiza en el extremo norte del estado de Durango, a una altitud de 1300 metros sobre el nivel del mar. Limita al norte con el estado de Chihuahua; al este, con el municipio de Tlahualilo; al sur, con los municipios de Gómez Palacio, Nazas, Lerdo y San Pedro del Gallo, y al oeste, con el municipio de Hidalgo. De acuerdo con el Marco Geoestadístico del INEGI (2017) tiene una superficie total de 7725.44 kilómetros cuadrados.

### Orografía e hidrografía
El territorio municipal es mayormente plano, teniendo una suave inclinación en sentido sur a norte. Las principales elevaciones se encuentran en el extremo sur, donde se encuentran las sierras denominadas de Pelayo, de la Muerte y de la Cadena, siendo esta última una prolongación de la Sierra del Rosario, que proviene del municipio de Lerdo. Esta sierra alcanza una altitud máxima de 2820 metros sobre el nivel del mar, por lo que es la octava elevación del estado de Durango. Además, en la zona oeste del territorio, marcando el extremo oeste de la llanura del Bolsón de Mapimí, se encuentra la Sierra de Mapimí, cuya máxima elevación es el Cerro de la Bufa.
Mapimí es un municipio desértico y con muy pocas corrientes de agua superficiales, debido a la permeabilidad del suelo y sobre todo a las escasas precipitaciones pluviales, por lo cual las corrientes son meramente estacionales y únicamente llevan agua en época de lluvias, los dos arroyos principales son el Arroyo de La Cadena y el Arroyo Cerro Gordo, que descienden de las serranías en poca de lluvias y llevan su caudal a la Laguna de Palomas ubicada en el vecino estado de Chihuahua, la laguna es una cuenca endorreica de las que abundan en el norte de México y son características del Bolsón de Mapimí y de los estados de Durango, Chihuahua y Coahuila, las lagunas que alimentan son igualmente estacionales y cuando se encuentran secas se convierten en salinas que son explotadas comercialmente. La zona norte y oeste del municipio pertenece a este tipo de cuencas, la Cuenca Arroyo La India-Laguna Palomas de la Región hidrológica Mapimí, el resto del territorio municipal forma parte de la Cuenca Río Nazas-Torreón de la Región hidrológica Nazas-Aguanaval.

### Clima y ecosistemas
El clima del municipio de Mapimí es árido y extremoso, se pueden encontrar en el cuatro diferentes tipos de clima, la mitad oriental del municipio tiene un clima Muy seco semicálido propio de la zona del bolsón, la zona noroeste registra un clima Seco semicálido, hacia el sur del territorio se encuentra clima Seco templado y finalmente en esta misma zona se encuentran algunos lugares donde el clima es Semiseco templado, coincidiendo estos dos últimos con la serranías y mayores elevaciones del terreno, mientras que en los valles del norte, plenamente desérticos el clima es más extremoso.
Las temperaturas y precipitación medias anuales siguen aproximadamente el mismo patrón de localización que los climas, así en el sector más oriental del municipio es donde se registra la mayor temperatura media anual, siendo esta de 20 a 24 °C, por el contrario en el extremo sur y sureste se encuentra la menor, que va de 16 a 18 °C, el sector central entre estas dos zonas tiene una temperatura medial anual en el rango de 18 a 20 °C. La precipitación pluvial en Mapimí es sumamente baja, su extremo oriental es la que menos registra, llegando únicamente de 200 a 300 mm, en el sector occidental del municipio es de 300 a 400 mm, y en dos zonas del sur, correspondientes a las serranías más elevadas, se registra un promedio que va de 400 a 500 mm.
Debido a su clima desértico, prácticamente todo el municipio de Mapimí se encuentra cubierto por matorral, en el extremo norte existen zonas en que se encuentra pastizal, en esta última zona se ha introducido, principalmente por regadío, zonas dedicadas a la agricultura. La vida animal que se encuentra en el municipio está principalmente representada por especies como coyote, conejo, liebre y zorra.

## Demografía
Según el censo de 2020, el municipio tiene una población de 26 932 habitantes, de los cuales 13 470 son hombres y 13 462 son mujeres, lo que da un porcentaje de 50% de hombres entre la población. El 32.3% de la población es menor de 15 años. La población de habla indígena es sumamente baja, llegando únicamente al 0.16% del total.

### Localidades
En el censo de 2020 el municipio de Mapimí contaba con 88 localidades.
| Código INEGI      | Localidad         | Población (2020) |
| ----------------- | ----------------- | ---------------- |
| 100130014         | Bermejillo        | 10 139           |
| 100130001         | Mapimí            | 6 617            |
| 100130022         | Ceballos          | 3 923            |
| 100130075         | Martha            | 1 062            |
| Otras localidades | Otras localidades | 5 191            |
| Total municipal   | Total municipal   | 26 932           |

## Política
El municipio de Mapimí tiene su origen moderno al fijarse la división municipal de Durango en el año de 1917. Su territorio fue modificado en 1936 para segregar de él al nuevo municipio de Tlahualilo, permaneciendo sin cambios hasta la fecha.
Su gobierno está encabezado por el Ayuntamiento, que está integrado por el presidente municipal, el síndico municipal y un cabildo formado por nueve regidores. Todos son electos mediante una planilla única para un periodo de tres años no renovables para el periodo inmediato, pero sí de manera no continua. Las elecciones se celebran el primer domingo del mes de julio y el ayuntamiento entra en funciones el día 1 de septiembre del año de la elección.

### Representación legislativa
Para la elección de los Diputados locales al Congreso de Durango y de los Diputados federales a la Cámara de Diputados de México, Mapimí se encuentra integrado en los siguientes distritos electorales:
Local:
- IX Distrito Electoral Local de Durango con cabecera en Mapimí.[16]

Federal:
- Distrito electoral federal 3 de Durango con cabecera en la ciudad de Guadalupe Victoria.[17]

### Presidentes municipales
- (1992-1995): Humberto Barraza Espinoza
- (1995-1998): Dagoberto Castro Aguilera
- (1998-2001): Arturo Magallanes Álvarez
- (2001-2004): Manuel Javier Antillón Ramírez
- (2004-2007): Miguel Guajardo Valdez
- (2007-2010): Moroni Castañeda Ruiz
- (2010-2013): Bernardo de Anda Magallanes
- (2013-2016): Martha Castro González
- (2016-2019): Norma Judith Marmolejo de la Cruz
- (2023-2026): Fernando Reverte Granados